# Las Casas del Conde
Las Casas del Conde – gmina w Hiszpanii, w prowincji Salamanka, w Kastylii i León, o powierzchni 1,26 km². W 2011 roku gmina liczyła 57 mieszkańców.